# Günter Behnisch
Günter Behnisch (12 tháng 6 năm 1922 – 12 tháng 7 năm 2010) là một kiến trúc sư người Đức, sinh tại Lockwitz, gần Dresden. Trong Chiến tranh thế giới thứ hai 
ông trở thành một trong những người chỉ huy tàu ngầm trẻ nhất của Đức. Sau đó Behnisch đã trở thành một trong những kiến trúc sư nổi tiếng nhất đại diện cho Kiến trúc giải tỏa kết cấu. Các dự án nổi bật của ông bao gồm Công viên Olympic tại Munich và nhà Quốc hội mới của Tây Đức tại Bonn.

## Các dự án hoàn thành
- 1972 Công viên Olympic tại Munich, Đức[1]
- 1992 Khu phức hợp họp toàn thể của Quốc hội Đức (Bundestag) tại Bonn, Đức[2]
- 1997 Ngân hàng Nhà nước thanh toán bù trừ – Landesgirokasse ở Stuttgart, Đức[3]
- 1998 Tháp điều khiển tại sân bay Nuremberg, Đức[4]
- 2002 Ngân hàng Nhà nước thanh toán bù trừ Bắc Đức tại Hanover, Đức[5]
- 2003 Trung tâm Genzyme tại Cambridge, Massachusetts, Mỹ[6]
- 2005 Trung tâm Nghiên cứu tế bào và sinh học phân tử tại Toronto, Canada[7]